# المدرسة العبرية
المدرسة العبرية هي من أدوات التعليم يهودي الذي يركز على موضوعات التاريخ اليهودي ، وتعلم اللغة العبرية ، وأخيرًا تعلم جزء من التوراة ، استعدادًا لحفل دخول مرحلة البلوغ في اليهودية ، والمعروف باسم بار أو بات ميتزفه .
تُدرّس المدرسة العبرية في فصول دراسية مخصصة في كنيس يهودي ، بإشراف معلم عبري، وغالبًا ما يتلقى الدعم من مقرئ لتعلم الترانيم القديمة لجزء التوراة المطلوب، ومن الحاخام أثناء حفلهم حيث يجب عليهم القراءة من مخطوطة التوراة ، والتي لا تحتوي على حروف العلة العبرية.
يمكن أن تكون المدرسة العبرية نظامًا تعليميًا منفصلاً عن التعليم العلماني في شكل مشابه لمدرسة الأحد المسيحية، أو دروسا ضمن المناهج العلمانية تركز على موضوعات التاريخ اليهودي وتعلم اللغة العبرية ، أو مؤسسة تعليمية على مستوى الابتدائي أو الثانوي أو الجامعي حيث يتم تدريس بعض أو كل الفصول باللغة العبرية.

## الخلفية والتاريخ
وفقًا لمقال نُشر في مجلة "جويش كوارترلي ريفيو " بعنوان "حركة مدارس الأحد اليهودية في الولايات المتحدة" ونُشر عام 1900، فإن "البداية لمدارس الأحد اليهودية الأمريكية غامضة،  مع أن الفضل يعود بشكل كبير إلى ريبيكا غراتز ، وهي من مواليد فيلادلفيا، والتي سعت إلى توفير التعليم اليهودي. وبينما كان الطلاب يتلقون تعليمًا علمانيًا، أدركت غراتز الحاجة إلى توفير التاريخ اليهودي والتقاليد اليهودية لمن يفتقرون إلى فهم أساسيات اليهودية. في الواقع، نمت مدارس الأحد اليهودية بشكل كبير كرد فعل لمدارس الأحد المسيحية، لتوفير تعليم يهودي سليم للطلاب الذين يفتقرون إلى أي أساس ديني في التقاليد والتاريخ اليهودي.  كرست غراتز حياتها لمساعدة فقراء اليهود. في عام 1818، "تحت رعاية جمعية النساء العبريات الخيرية في فيلادلفيا ، تم إنشاء جمعية مدرسة الأحد العبرية في فيلادلفيا في 4 مارس، مع حوالي 60 طالبًا". 